# Celia Pulido Ortiz
Celia Pulido Ortiz (Guanajuato, 1 de enero de 2003) también conocida como la Sirena Leonesa es una nadadora mexicana y la única mujer de México en clasificarse en la disciplina de natación a los Juegos Olímpicos de París 2024.

## Trayectoria deportiva
La Sirena Leonesa comenzó a practicar natación a los 9 años y debutó en una competencia en su ciudad natal.
La nadadora es parte del equipo de nado de la Universidad de Southern Illinois.Y además, participó en los Juegos Panamericanos de 2019 en la prueba de relevos 4x100.
La deportista olímpica clasificó a París 2024 en el ranking de la World Aquatics en la prueba de 100 metros estilo dorso y concluyó su participación en los JJOO 2024 en el séptimo sitio en la prueba de 100 metros espalda con un tiempo de 1:01.10 minutos.

## Palmarés
| Año  | Lugar                 | Medalla        | Distancia        | Competición                                                             |
| ---- | --------------------- | -------------- | ---------------- | ----------------------------------------------------------------------- |
| 2024 | Monterrey, Nuevo León | Medalla de oro | 100 metros dorso | Confederación Centroamericana y del Caribe de Aficionados a la Natación |

## Premios y reconocimientos
- Récord nacional en los 50 metros con un tiempo de 28.39 segundos; así como también en los 100 metros dorso en un tiempo de 1:00.60 minutos.[10][11]